# Азербайджанское телевидение
Азербайджанское телевидение или AzTV (полное название — азерб. Azərbaycan Televiziyası) — азербайджанский телеканал. Вещает из Баку, штаб-квартира находится по адресу улице Мехти Гусейна, 1. Позиционируется как главный телеканал страны. Член Европейского вещательного союза.

## История

### Структура
В 1926 году Народный комиссариат почт и телеграфов Азербайджанской ССР принял решение о запуске радио в республике. В 1933 году создан Комитет радиофикации и радиовещания СНК Азербайджанской ССР.
В октябре 1957 года телевидение было выведено из подчинения Министерства культуры, объединено с Управлением радиоинформации, создан Госудерственный комитет радио и телевидения при Совете министров Азербайджанской ССР. В 1970 году комитет переименован в Госкомитет телевидения и радио. В 1978 году комитет выведен из подчинения Совета министров республики.
12 марта 1991 года Гостелерадио АзССР преобразовано в Азгостелерадиокомпанию. В июне 2003 года Нахичеванское телевидение выведено из состава АзГТРК. В 2005 году АзГТРК преобразована в ЗАО «Азербайджанское телевидение».

### Начало
В 1954 году на одном из самых высоких мест города, по адресу улица Мехти Гусейна 1, было начато строительство здания Бакинской телевизионной студии. В строительстве и установке соответствующего телевизионного оборудования участвовали азербайджанские, московские и ленинградские строители. К концу 1955 года студия была сдана в эксплуатацию. До середины февраля 1956 года на студии совершались попытки трансляции передач в эфир. 14 февраля 1956 года Азербайджанское телевидение начало свое постоянное вещание. Первый полноценный эфир начался со слов «Показывает Баку!» («Göstərir Bakı!») из уст актрисы Наджибы Меликовой, после чего начался показ художественного фильма «Любимая песня».
Бакинская студия телевидения выходила в эфир с двухчасовыми программами дважды, а позже трижды в неделю. За неимением телевизионных кадров, на телевидение приглашались сотрудники радио, газет и театров. Программа телепередач создавалась работниками телевидения во время собраний, и состояла из концертов, театральных постановок, художественных фильмов, выступлений передовиков труда и выпусков новостей, заключавшихся в зачитывании дикторами новостей из газет.
В 1957 году Азербайджанское телевидение увеличило объем трансляций до 2 часов 20 минут и стало выходить 5 раз в неделю. С 1962 года телевидение вещало каждый день по 7 часов, с 1970-х годов — 10 часов, в 1980-х увеличило объем передач до 18 часов в день.

### Телевизионные передачи и телевизионная культура
В мае 1956 года на экранах зрители впервые увидели азербайджанских дикторов. Среди них были Тамара Гезалова, Низами Мамедов, Наиля Мехтибекова, Гюльтекин Джаббарлы. Позже в Азербайджане появилось все больше профессиональных дикторов — Роза Тагиева, Рафик Гусейнов, Офелья Санани, Шаргия Гусейнова, Натаван Гаджиева, Сабир Алескеров, Хиджран Гусейнов, Гюльшан Акперова, Наргиз Джалилова, Тамилла Алекперова, Улькер Кулиева и другие.
В первые годы работы телевидения в эфире транслировались передачи «Портреты азербайджанских композиторов», «Литература и искусство», «Классики азербайджанской литературы», «Выдающиеся мастера сцены», «В театрах и концертных салонах Баку», «Народная дружина» и другие.
Начиная с 1958 года, доля публицистических программ в эфире возросла. С начала 1960-х годов, в связи с улучшением технического обеспечения телевидения, начало расти и разнообразие телевизионных передач. С апреля 1960 года в эфире транслировался информационный выпуск «Последние новости», выходивший 5 раз в неделю. С 1967 года телезрители увидели на своих экранах новую новостную передачу «Экран дня». С таким названием показывалась до 1991 года.
31 декабря 1960 года по телевидению была показана новогодняя программа «С вами вместе». Первая новогодняя программа транслировалась в прямом эфире в течение двух часов. В программе были показаны интервью, поздравления, постановки, сюжеты из нескольких предприятий и песни популярных исполнителей. Автором идеи и главным режиссером передачи был Керим Керимов, ведущим — актер Мовсун Санани.
К концу 1970-х годов на канале появились такие передачи, как «Человек и закон», «Юмористические новеллы», «Для вас, родители», «Танцевальный салон школьников», «Здоровье». Все больше внимания уделялось научно-популярным передачам.
К 1988 году на Азербайджанском телевидении существовало около 50 телепередач. Среди них были и популярные в народе «Утренние встречи», «Путешествие в мир комедии», «Волна», «Любители природы», «Наука и жизнь», «Вечер мугамов» и «Вечер дастанов».
Передача «Утренние встречи» впервые вышла в эфир 4 апреля 1976 года. Далее выходила каждое воскресное утро. Музыкальные номера, театральные постановки, показываемые в передаче, снискали любовь зрителя.
Телепередача «Путешествие в мир комедии» стала школой для многих молодых актеров, так как именно тут многие из них начали свой творческий путь.
Информационно-развлекательная программа «Волна» была разработана в Молодёжной редакции Азербайджанского телевидения тележурналистом Ильгаром Касумовым в качестве местного аналога программы «Взгляд».  Впервые в эфир передача вышла 28 декабря 1987 года. Передача выходила каждую пятницу, касалась острых социальных и бытовых проблем жителей Азербайджана, поднимала важные вопросы. В 1991 году была закрыта из-за конфликта с руководством.
В 1980-х годах на Азербайджанском телевидении была создана редакция спортивных программ. С тех пор на местном телевидении появилась новая школа футбольных комментаторов, видными представителями которых можно считать Чингиза Исмаилова, Айдына Алиева, Акшина Кязим-заде. Кроме этого спортивная редакция организовывала показ телепередач «Шахматный клуб» и «Утренняя гимнастика». В последнюю приглашались различные гимнастические группы, выполнявшие упражнений под аккомпанемент пианистов Гюляры Алиевой и Заура Рзаева.

#### Телетеатр
В июле 1956 года в эфире были показаны несколько эпизодов из экранизации пьесы Наримана Нариманова «Шамдан-бек» (режиссер — Рауф Кязимовский). Позже зрителю были представлены такие постановки, как пьеса «Ты красива» Магеррама Алиева, пьеса «Соколиное гнездо» Сулеймана Сани Ахундова, роман «Утро» Мехти Гусейна.
В середине 1960-х при Азербайджанском телевидении был создан телетеатр «Шелале». В телетеатре трудился ряд талантливых режиссеров: Адиль Искендеров, Магеррам Гашумов, Рауф Кязимовский, Агали Дадашев, Ариф Бабаев, Кямиль Рустамбеков и другие. В 1970-80 годах к ним присоединились Буният Мамедов, Рамиз Мирзоев (Гасан-оглы), Тариэль Велиев.
Постановки телевизионного театра пользовались большой популярностью зрителей.
В 1993 году для развития культуры телевизионного театра под руководством Рамиза Гасан-оглы было создано творческое объединение «Сабах», в первые годы производившее большое количество экранизаций произведение азербайджанской литературы. В 2003 году творческое объединение прекратило свою работу.

### Техническое оснащение
В 1956 году, когда телевидение начало свою работу, телевышки для трансляции передач не было. Поэтому работники ТВ вынуждены были использовать в качестве передатчика 44-метровую нефтяную вышку. В 1957 году в эксплуатацию была сдана новая телевышка, высотой 180 метров. В 1957-60 годах передачи Бакинской телевизионной студии могли наблюдать только в Баку и окрестностях. В 1960 году в эксплуатацию сдана линия радиореле Баку-Акстафа, что позволило в 1961 году построить в Кировабаде, Шуше и Геокчае мощные телевизионные станции. В 1962 году новая станция была открыта в Нахичевани. 12 марта 1963 года она была преобразована в Нахичеванскую телевизионную студию, что позволило жителям АССР смотреть местные передачи.
31 января 1964 года жители Азербайджана смогли впервые увидеть передачи из Москвы. К 1970 году были построены РТС в Пушкино и Джалилабаде, что позволило жителям юго-восточных районов Азербайджана также принимать передачи из Баку и Москвы. Для увеличения времени работы телевидения, улучшения покрытия и введения современных технологий требовалось строительство новой телебашни, которое было начато в 1979 году и по определенным причинам было остановлено в 1985 году.
До 2 сентября 1956 года на Азербайджанском телевидении было показано до 100 художественных фильмов. Бакинцы могли также смотреть по телевидению киножурналы «Советский Азербайджан», «Наука и техника», «Зарубежная хроника» и другие. В первые годы бакинская студия состояла из двух комнат по 30 квадратных метров каждая. Первая была организована для показа кинофильмов, вторая — для выступлений дикторов и музыкантов. В студии было лишь три камеры. Одна из них была предназначена для диктора или выступающего, две остальные для кино.
9 июня 1957 года по Азербайджанскому ТВ было впервые показано футбольное состязание с Республиканского стадиона. Ведущим был радиожурналист Валид Санани. С июля 1957 года велись трансляции из Бакинской филармонии, Театра оперы и балета, Драматического театра. Появление в 1965 году на Азербайджанском телевидении видеозаписывающего оборудования КМЗИ-4 позволило транслировать передачи в записи. В 1970 году для информационных программ на 16-миллиметровую кинокамеру стали записывать репортажи. Закупка в 1971 году видеомагнитофона КАДР-2 позволило осуществлять монтаж передач перед показом в эфир.
В 1972 году была осуществлена первая попытка трансляции в эфир цветных телепередач. С 1973 года цветные телепередачи выходили в эфир регулярно. С середины 1970-х годов на республиканском телевидении использовалась видеосистема КАДР-ЗР, с начала 1980-х — современная видеотехника.
В 1985 году Азербайджанское телевидение вышло на 4-е место по техническому оснащению и количеству программ в СССР после I, II и Украинской программ ЦТ.
К 1986 году количество ретрансляторов превысило 100, была открыта новая студия «Октябрь».
К 1988 году 98,8 % населения Азербайджанской ССР имело возможность смотреть передачи Азербайджанского телевидения.

### Период с 1988 по 1996 год
С началом карабахского конфликта Азербайджанское телевидение не могло выстроить свою информационную политику. Небольшая заметка «о сложившейся ситуации в Нагорно-Карабахской автономной области» была показана только спустя 10 дней после начала непрерывных митингов в Степанакерте.
Позже Азербайджанское телевидение вопреки воле ЦК Коммунистической партии Азербайджана начало трансляцию выступлений на площади Ленина, но вскоре она была остановлена. 19 января 1990 года по телевидению должно было быть показано оповещение о введении чрезвычайной ситуации и вводе войск в Баку, однако, в этот же день, в 19:26 был подорван энергоблок Азербайджанского телевидения, и телецентр был обесточен. В результате население Азербайджана не было оповещено о грядущих событиях. Восстановить вещание республиканского телевидения удалось лишь 28 января. Оно началось с объявления диктором Рафиком Гусейновым о гибели 138 мирных жителей в результате событий Чёрного января в столице.
Вплоть до сентября 1991 года эфир подвергался жесткой цензуре и программа телепередач предварительно согласовывалась с военным цензором из Москвы.
20 ноября 1991 года, в сбитом близ села Каракенд Мартунинского района вертолете Ми-8 погибли журналист АзТВ Алы Мустафаев, оператор Фахраддин Шахбазов и осветитель Ариф Гусейнзаде.
С усложнением общественно-политической обстановки в стране, значительные изменения коснулись и единственного телеканала в стране. Была закрыта новостная программа «Экран дня», вместо которой стала выходить телепередача «24 часа», появилась телепрограмма «215 КЛ представляет» с журналистом Чингизом Мустафаевым. Из-за резкой смены власти в стране началась смена кадров и на телевидении. За 5 месяцев 1992 года в АзГТРК сменилось 4 руководителя.
АзТВ сыграло важную роль в подаче информации в 1993 - 95 годах. Во время мятежа Сурета Гусейнова, событий в Ленкорани, восстания ОПОНа Гейдар Алиев через телевидение призывал народ «восстановить справедливость». Регулярно транслировались сессии Верховного Совета Азербайджана.

### Современный период
7 июня 1996 года была сдана в эксплуатацию Бакинская телебашня . В этом же году на частоте телеканала была запущена вторая программа АзГТРК (AzTV 2), транслировавшая свои передачи в эфир с 18:00 до 00:00. Она просуществовала до 2005 года.
С февраля 2004 года благодаря установке цифровой станции «TV-Up-link» на бакинской телебашне жители Евразии могут смотреть AzTV посредством Hotbird, Astra 5B и Azerspace-1.

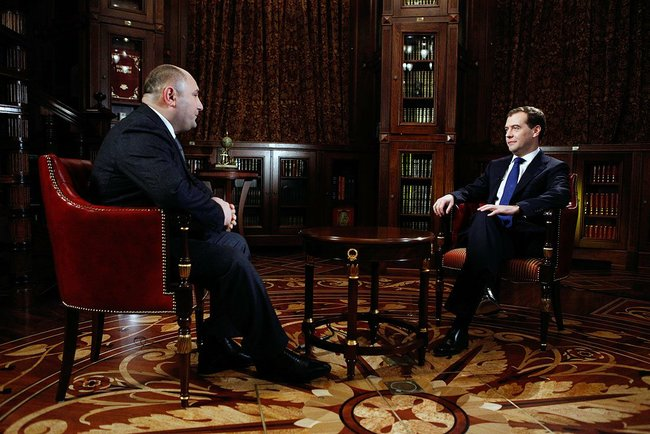
Интервью Дмитрия Медведева азербайджанскому телевидению. Ведущий — Фаик Гусиев

С января 2005 года телеканал вещает круглосуточно.
15 июня 2007 года АзТВ был принят в Европейский вещательный союз, но активного сотрудничества между телеканалом и Европейским вещательным союзом не происходит.
6 ноября 2013 года телеканал перешёл на формат вещания 16:9.
На 2018 год АзТВ покрывало 99,96 % всей территории Азербайджана.
В 2019 году поменялся логотип телеканала AzTV, он стал меньшим по размеру.
16 сентября 2019 года телеканал AzTV, как и два телеканала одноимённого холдинга Mədəniyyət TV и İdman Azərbaycan, сменил логотип и графическое оформление.
С 31 мая 2021 года телеканал начал вещание в формате HD.
Телеканал осуществляет дубляж иностранных фильмов на азербайджанский язык. В 2021 году были приобретены права на показ более 100 мировых кинофильмов, и осуществлён их дубляж.

## Документальные фильмы
На Азербайджанском телевидении действует студия «Сабах».
В 2023 году студией был снят и презентован документальный фильм о первой азербайджанской пианистке Хадидже Гаибовой «Соната жизни».

## Редакции
- Студия информационных программ. Директор — Руфет Гамзаев. Производит информационный выпуск «Xəbərlər», который выходит 10 раз в день (7 выпусков на азербайджанском языке, 1 выпуск («Новости») на русском языке, 2 выпуска («News») на английском языке). Есть корреспондентские пункты в Турции, Северной Америке, России, Иране, Украине, Грузии, Казахстане и Средней Азии, Китае и Восточной Азии, Западной Европе.
- Редакция общественно-политических программ. Главный редактор — Сервер Байрамов. Производит информационно-аналитические программы «Пульс дня», «Неделя» («Həftə»), «Наша планета», «Сельский час» и общественно-политическое ток-шоу «Главный вопрос».
- Редакция литературно-драматических передач. Главный редактор — Азер Гисмат. Производит передачи «Гражданин», «Кобустан», «Вечные памятники», «Вести времени».
- Редакция музыкальных и развлекательных программ. Главный редактор — Икмет Шахбазов. Производит передачи «Меджлиси-Унс», «Воспоминания», «Музыкальный клад» и концертные программы.
- Редакция просвещения. Главный редактор — Севиндж Муталлибова. Производит программы «Садоводство», «История Азербайджана», «В свете просвещения», «Мир интересов», «Песня цветов», «Вольный разговор», «Родной язык», «Кинолетопись».
- Редакция программ для детей и молодежи. Главный редактор — Шамсия Фаргад-кызы. Производит программы «И я был ребенком», «После уроков», «Точка соприкосновения», «Мир студента», «Современная молодежь Азербайджана», «Очаг искусства», ток-шоу «Дебаты поколений», интеллектуальное соревнование «Я — азербайджанец».
- Редакция военного патриотизма. Главный редактор — Тельман Назарли. Производит программу «Служу Азербайджанской Республике».
- Редакция музыкально-информационной программы «Телеутро». Главный редактор — Наджиба Алиханова. Производит программу «Телеутро», которая выходит каждое утро с 8:15 до 11:00.
- Творческое объединение «Азтелефильм». Директор — Рамиз Гасан-оглы. Действует с 1959 года. В 1968—1973 годах — ПТО «Экран», в 1973—1977 годах — ТО «Азтелефильм», в 1977—1992 годах — Главная редакция программ на лентах. Производит фильмы различных жанров. За 60 лет работы творческое объединение произвело в общей сложности фильмов более, чем на 1500 часов.
- Дом звукозаписи Азербайджанского телевидения и радио. Директор и художественный руководитель — Каграман Кулиев, главный звукорежиссер — Фаик Бабаев. При Доме звукозаписи действуют следующие коллективы:
  - Заслуженный коллектив Азербайджанской ССР оркестр народных инструментов имени Сеида Рустамова
  - Государственный симфонический оркестр имени Ниязи
  - Хор имени Джангира Джангирова
  - Эстрадно-симфонический оркестр имени Тофика Ахмедова
  - Детский хор «Бэновшэ» имени Афсара Джаванширова
  - Ансамбль народных инструментов «Хатира» имени Ахсана Дадашева
  - Ансамбль народных инструментов имени Ахмеда Бакиханова
  - Инструментальный ансамбль «Гайтагы»
  - ВИА «Севиль» имени Вагифа Мустафа-заде
  - Детский музыкальный театр

### Книги
- Телевизија сәнәти // Азәрбајҹан Совет Енсиклопедијасы (азерб.) / Ч. Б. Гулијев. — Бакы: Азәрбајҹан Совет Енсиклопедијасы, 1986. — Т. IX ҹилд: Спутник — Фронтон. — С. 191—192.
- Телевизија верилиши // Азәрбајҹан Совет Енсиклопедијасы (азерб.) / Ч. Б. Гулијев. — Бакы: Азәрбајҹан Совет Енсиклопедијасы, 1986. — Т. IX ҹилд: Спутник — Фронтон. — С. 190.
- Рүстәм Әзизов. Телевизија һәјатымызда (азерб.). — Бакы: Билик ҹәмијјәти, 1988. — 83 с.
- Народное хозяйство Азербайджанской ССР в 1988 году. — Баку: Азернешр, 1990.

### Статьи
- Zümrüd. Azərbaycan televiziyası - 60 // Səs : qəzet. — 2016. — Ноябрь.
- Xudiyev Nizami. Azərbaycan xalqının milli kimliyini dünya xalqlarına çatdıran lider // Səs : qəzet. — 2014. — 8 мая. — С. 8—9.